# Hania Rosenberg
Hania Rosenberg, född 11 december 1934 i Oświęcim, Polen, är en svensk förintelseöverlevare. 

## Biografi
Hania Rosenberg föddes i en judisk familj i Oświęcim, staden där nazisterna senare inrättade koncentrationslägret Auschwitz. År 1941, då hon var sju år gammal, fördes hon tillsammans med sin mamma till ett judiskt getto i stadens närområde. För att rädda dottern från gettot iscensatte modern en flykt, där hon bad Hania springa efter det att en tysk soldat vänt bort blicken. Flickan togs sedan om hand av en polsk kvinna och gömdes under falsk identitet. När hon senare blev igenkänd tvingades hon gömma sig i en potatiskällare, där hon levde tills Röda armén kom i januari 1945.
Efter kriget kom hon till Sverige som ensamkommande barn, där hon även med hjälp av Röda Korset kunde återförenas med sin mor. De bosatte sig så småningom permanent i landet.

### Offentligt engagemang
I vuxen ålder har Rosenberg deltagit i flera vittnesmål om Förintelsen. Hon medverkar bland annat i  Forum för levande historias utbildningsmaterial, där överlevande berättar sina historier för en yngre publik. Hon har även deltagit vid officiella minnesceremonier, såsom Förintelsens minnesdag på Raoul Wallenbergs torg i Stockholm.
År 2025 var hon en av sommarvärdarna i Sveriges Radios program Sommar i P1.